# Релігія в Грузії
| Релігія в Грузії        | Релігія в Грузії        | Релігія в Грузії | Релігія в Грузії | Релігія в Грузії |
| ----------------------- | ----------------------- | ---------------- | ---------------- | ---------------- |
|                         |                         |                  |                  |                  |
| Православні             | Православні             |                  | 83.4%            | 83.4%            |
| Іслам                   | Іслам                   |                  | 10.7%            | 10.7%            |
| Орієнтальне православ'я | Орієнтальне православ'я |                  | 3.9%             | 3.9%             |
| Католицизм              | Католицизм              |                  | 0.8%             | 0.8%             |
| Інші                    | Інші                    |                  | 1.2%             | 1.2%             |

Релігія в Грузії відіграє важливу роль у культурі, мистецтві та суспільному житті. Сьогодні більшість населення Грузії сповідує православне християнство (Грузинська православна церква), чисельність вірян становить 82,4 % населення. З них близько 1 % належить до Російської православної церкви, тоді як близько 3,9 % населення належить до Вірменської апостольської церкви, основна частина якої є етнічними вірменами. Кількість мусульман становить 10,7 % населення і в основному вони знаходяться в районах Аджарії та Квемо-Картлі і як меншина у Тбілісі.

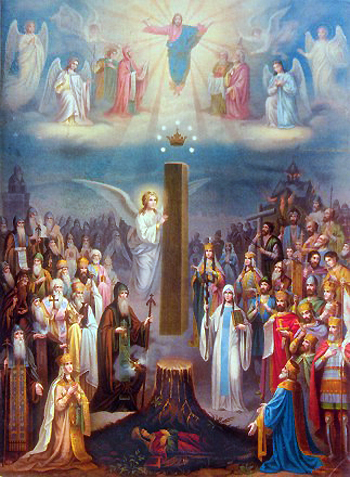
Православ'я — основна релігія Грузії. Ікона Михайла Сабініна зображує історію Грузинської православної церкви.

## Християнство
Християнство в Грузії почали проповідувати апостоли Симон та Андрій в І столітті. Християнство стало державною релігією Картлі (Іберія) у 337 році. Навернення Картлі в християнство здійснилось Ніною Каппадокійською за часи правління царя Міріана III. Грузинська православна церква, спочатку частина Антіохійської церкви, отримала свою автокефалію та розвивала свою доктринальну специфіку поступово між V та X століттями. Біблія також була перекладена на грузинську в V столітті, адже грузинський алфавіт був розроблений саме для цієї мети. Християнська церква в Грузії мала вирішальне значення для розвитку писемності, і більшість ранніх писемних творів були релігійними текстами.
ГПЦ є однією з найдавніших апостольських і помісних церков. Мова священних грузинських книг є давньогрузинською, проте вона для сучасних грузинів зрозуміліша, ніж, до прикладу, для українців церковнослов'янська: у ній архаїчною є лексика, а не граматичні та синтаксичні норми.
Після окупації Грузії Російською імперією, у 1811 році ГПЦ втратила автокефалію.
Після революції 1917 року грузини оголосили автокефалію, на території країни почали діяти паралельно ГПЦ та РПЦ. Російська церква не визнавала незалежності першої упродовж чверті століття — аж до 1943 року. Натомість Константинопольський патріархат визнав автокефалію грузинської церкви значно пізніше — лише в 1990 році.

## Іслам
Іслам в Грузії був введений в 645 році н. е. під час правління третього мусульманського халіфа Османа. У цей період Тбілісі (аль-Тефеліс) перетворився на центр торгівлі між ісламським світом та північною Європою. Історія ісламу продовжувалася в Грузії протягом кінця XIV — початку XV століття з набігами Тамерлана на Грузію, а протягом 16— початку 19 століть іранці та османи керували впливом у регіоні до його анексії Російською імперією в 1801 році.
Більшість мусульман — шиїти, також проживають суніти.